# Sondeerraket

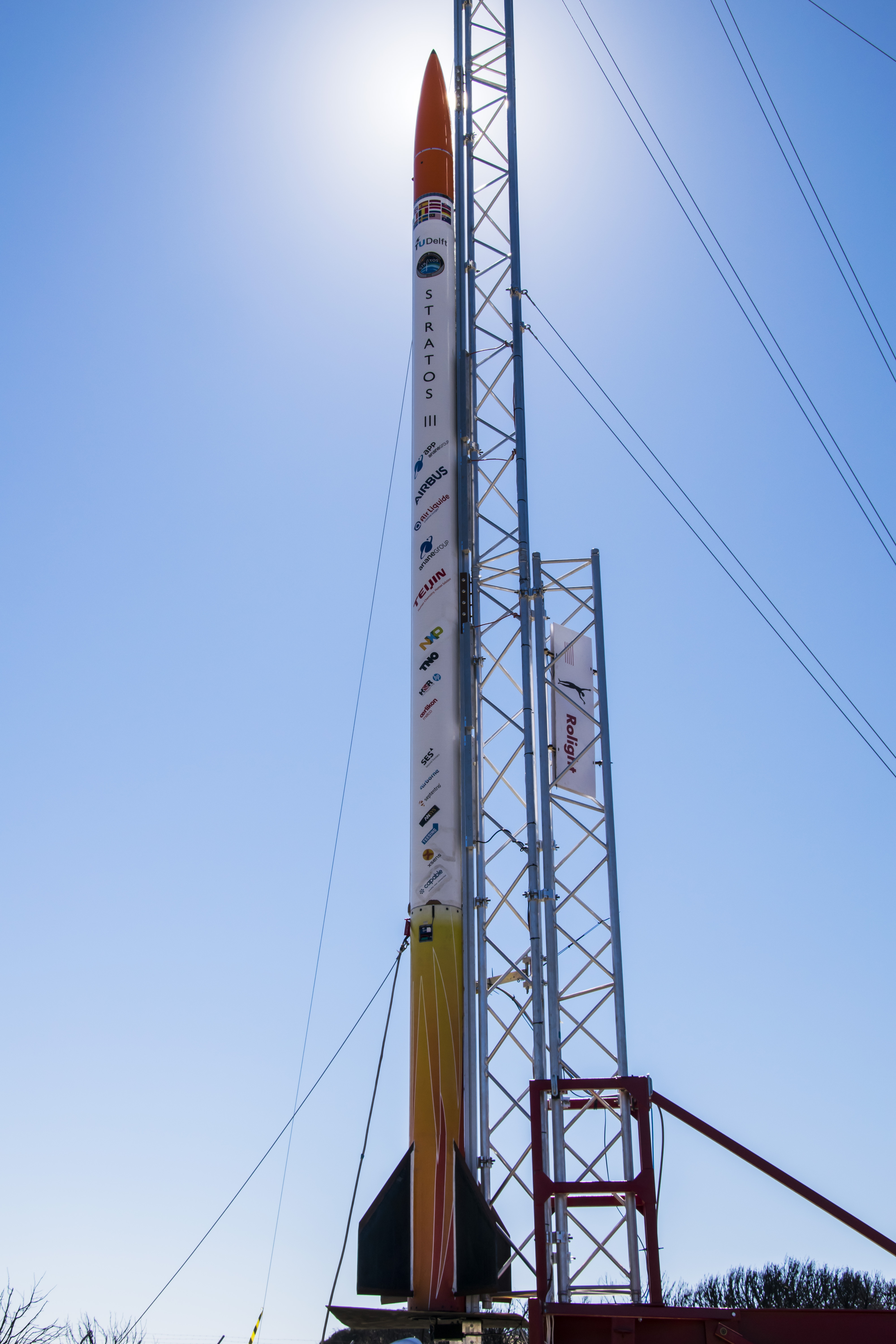
De Stratos III sondeerraket van Delft Aerospace Rocket Engineering.

Een sondeerraket (in het Engels ‘’sounding rocket’’), ook wel onderzoeksraket genoemd, is een raket geladen met instrumenten, ontworpen om onderzoek te doen of wetenschappelijke experimenten uit te voeren gedurende een suborbitale ruimtevlucht. Het woord sonderen slaat hier op “onderzoeken”, “meten”.
Deze raketten worden meestal gebruikt om instrumenten naar een hoogte van 50 tot 1500 km boven het aardoppervlak te brengen. De genoemde ondergrens zit tussen de hoogte van weerballonnen en die van satellieten. De eerste gaan gewoonlijk niet hoger dan 40 km, de laatste hebben minimaal een hoogte van 120 km nodig.
Raketten als de Black Brant X en XII hebben een apogeum tussen 1000 en 1500 km, het maximum in deze klasse.
Voor sondeerraketten worden vaak raketmotoren gebruikt die overblijven van militaire voorraden. NASA gebruikt meestal de Improved Orion met extra vermogen door de Terrier Mk 70 om ladingen van 270 tot 450 kg 100 tot 200 km omhoog te brengen in de exoatmosfeer.

## Ontwerp
Een sondeerraket bestaat gewoonlijk uit een motor met vaste brandstof en een lading. In het gedeelte van de vlucht dat in vrije val wordt uitgevoerd beschrijft de raket een elliptische baan. De vluchten duren gemiddeld minder dan 40, meestal tussen 5 en 20 minuten. De raket verbruikt zijn brandstof bij het opstijgen en wordt afgestoten, de lading voltooit haar baan en landt aan een parachute.

## Voordelen
Sondeerraketten hebben veel voordelen voor dit soort onderzoeken: ze zijn goedkoper dan raketten die een satelliet in een baan om de aarde brengen, kunnen snel in elkaar gezet worden (soms in minder dan zes maanden) en ze kunnen worden ingezet op plaatsen waar weerballonnen en satellieten niet kunnen komen. Ook gebruikt men ze om instrumenten te testen die zijn bedoeld voor de ruimtevaart: op deze manier is het testen goedkoper en heeft minder risico. Omdat de raketten klein zijn kan men ze ook op allerlei plaatsen lanceren in onherbergzame gebieden of op zee, vanaf een schip.
Sommige bedrijven gebruiken het ontwikkelen van een sondeerraket als opstap naar de ontwikkeling van een orbitale raket. Hierdoor kunnen ze reeds besturingsonderdelen testen.

## Gebruik
- Het Nederlandse studententeam Delft Aerospace Rocket Engineering heeft een groot sondeerraketprogramma met als vlaggenschip de Stratos raket.
- De Britse Skylarkraket werd in 1955 ontworpen en voerde meer dan 400 vluchten uit tot aan 2005.
- Rocket Lab ontwikkelde en lanceerde de veelzijdige Ātea-1 raket voor ladingen tussen 10 en 70 kg voor hoogten boven 250 km. Na slechts een lancering in 2009 verlegde het bedrijf zijn focus naar een lichte orbitale draagraket.
- ASRI, het Australian Space Research Institute, gebruikt het Small Sounding Rocket Program (SSRP) voor ladingen, meestal voor onderwijskundige taken, rond 7 km.
- De Iraanse ruimtevaartorganisatie lanceerde in februari 2007 haar eerste sondeerraket.
- UP Aerospace gebruikt de UP Aeorspace SpaceLoftXL sondeerraket voor hoogten tot 225 km.
- Exos Aerospace lanceert de SARGE, een herbruikbare sondeerraket, vanaf Spaceport America. De SARGE is de opvolger van de STIG van Armadillo Aerospace.
- De Duitse TEXUS- en MINITEXUS-programma’s.
- De Zweedse ruimtevaartorganisatie met de MASER-, MAXUS- en REXUS-programma’s.
- Het NASA Sounding Rocket Program.
- JAXA gebruikt de S-310/S-520/SS-520.
- Beyond-earth

## Alternatief
Ook het SpaceShipTwo en de New Shepard die bedoeld zijn voor suborbitaal ruimtetoerisme kunnen experimenten mee aan boord nemen en vormen daarmee voor sommige experimenten een alternatief voor sondeerraketten. Beide ruimtevaartuigen staan op de lijst van NASA’s Flight Opportunities-programma.